# Riot (videojuego)
Riot es un videojuego independiente de 2019 sobre un simulador de disturbios basado en hechos reales. El proyecto comenzó con una campaña de Indiegogo en febrero de 2014, que terminó con éxito. El juego fue lanzado el 6 de diciembre de 2017 para el  acceso temprano de Steam. El director del juego y anteriormente editor y cinematógrafo en Valve, Leonard Menchiari, ha experimentado disturbios personalmente y el juego "Riot" fue creado como una forma de expresarlo y contar las historias de estos eventos. El jugador puede elegir entre jugar como policía o alborotadores. El juego se lanzará potencialmente en Mac, Linux, iOS y Android. Los productores están interesados en llevar el juego a estas plataformas, pero actualmente están restringidos por su presupuesto.

## Jugabilidad
RIOT permite que el jugador juegue como la policía y los grupos de disturbios. Como policía, el juego gira en torno a la estrategia y la planificación, con una GUI que adopta un estilo policial tradicional. Esto contrasta la jugabilidad típica del grupo de disturbios, que es adaptativo y receptivo, confiando en las decisiones que toma la policía en comparación con la planificación a largo plazo, en lugar de confiar en habilidades rápidas de toma de decisiones. El juego incluye seis campañas principales ambientadas en Italia, Grecia, España y Egipto.
Otros disturbios en todo el mundo estarán disponibles, así como un desbloqueable. Cada escenario tendrá diferentes antecedentes, así como accesorios y uniformes policiales. La ropa de los activistas será generada procesalmente. Los personajes tendrán diferentes estadísticas que cambiarán la forma en que reaccionan en diferentes situaciones. Esto significa que las personas actuarán de manera impredecible en función de los elementos que sucederán en cada disturbio. RIOT está planeando lanzar un editor de nivel en el juego, el uso de este jugador será capaz de recrear los disturbios que están ocurriendo actualmente en el mundo. Los niveles se pueden compartir con cualquier persona en el mundo, y luego pueden ser calificados por otros en función de la calidad y la precisión histórica.

## Desarrollo
Los escenarios en Riot fueron informados en parte a través de la participación del diseñador Leonard Menchiari en las protestas italianas No TAV. Riot fue parcialmente financiado a través de una campaña de micromecenazgo de Indiegogo, recaudando $ 36,139 en marzo de 2013.  Parte del presupuesto del juego era para viajes e investigación. El juego tiene como objetivo representar escenarios de una manera neutral, lo que permite al jugador explorar ambos lados del conflicto.
Riot emula un aspecto retro 2D a pesar de que la escena es 3D, lo que proporciona una iluminación, física y efectos visuales más realistas. Todos los movimientos de los personajes están basados en la física. Esto significa que, en lugar de seguir solo un camino, el movimiento de la multitud estará influenciado por el contacto físico dado por el resto de la multitud. El estilo artístico está inspirado en Superbrothers: Sword & Sworcery EP.